# PYGO2
PYGO2 (англ. Pygopus family PHD finger 2) – білок, який кодується однойменним геном, розташованим у людей на короткому плечі 1-ї хромосоми.  Довжина поліпептидного ланцюга білка становить 406 амінокислот, а молекулярна маса — 41 244.
| 10         |  | 20         |  | 30         |  | 40         |  | 50         |
| ---------- |  | ---------- |  | ---------- |  | ---------- |  | ---------- |
| MAASAPPPPD |  | KLEGGGGPAP |  | PPAPPSTGRK |  | QGKAGLQMKS |  | PEKKRRKSNT |
| QGPAYSHLTE |  | FAPPPTPMVD |  | HLVASNPFED |  | DFGAPKVGVA |  | APPFLGSPVP |
| FGGFRVQGGM |  | AGQVPPGYST |  | GGGGGPQPLR |  | RQPPPFPPNP |  | MGPAFNMPPQ |
| GPGYPPPGNM |  | NFPSQPFNQP |  | LGQNFSPPSG |  | QMMPGPVGGF |  | GPMISPTMGQ |
| PPRAELGPPS |  | LSQRFAQPGA |  | PFGPSPLQRP |  | GQGLPSLPPN |  | TSPFPGPDPG |
| FPGPGGEDGG |  | KPLNPPASTA |  | FPQEPHSGSP |  | AAAVNGNQPS |  | FPPNSSGRGG |
| GTPDANSLAP |  | PGKAGGGSGP |  | QPPPGLVYPC |  | GACRSEVNDD |  | QDAILCEASC |
| QKWFHRECTG |  | MTESAYGLLT |  | TEASAVWACD |  | LCLKTKEIQS |  | VYIREGMGQL |
| VAANDG     |  |            |  |            |  |            |  |            |

A: Аланін

C: Цистеїн

D: Аспарагінова кислота

E: Глутамінова кислота

F: Фенілаланін

G: Гліцин

H: Гістидин

I: Ізолейцин

K: Лізин

L: Лейцин

M: Метіонін

N: Аспарагін

P: Пролін

Q: Глутамін

R: Аргінін

S: Серин

T: Треонін

V: Валін

W: Триптофан

Кодований геном білок за функцією належить до фосфопротеїнів. 
Задіяний у таких біологічних процесах як сигнальний шлях Wnt, ацетиляція. 
Білок має сайт для зв'язування з іонами металів, іоном цинку. 
Локалізований у ядрі.